# 宇宙博2014
宇宙博2014-NASA・JAXAの挑戦は2014年に幕張メッセで開催された宇宙開発を主題にしたイベントである。

## 概要
会場は『NASA』、『JAXA・日本の宇宙開発』、『未来の宇宙開発』、『火星探査』の4つのエリアに分かれ、国内で初公開となる様々な歴史的な資料が展示された。会場の一角には実物大のスペースシャトルオービタの前頭部の模型が展示され、内部を見学できるようになっていた。他にも宇宙開発で使用されたロケットや2000年1月23日に、海底3,000mから引き上げられたH-IIロケット8号機のLE-7ロケットエンジンや軌道エレベーターの模型やCubeSatやきぼうの実物大模型等も展示された。